# Przymusowe odkupienie akcji
Przymusowe odkupienie akcji ((ang.) reverse squeeze out) – prawo do żądania przez mniejszościowego akcjonariusza odkupienia jego akcji przez akcjonariusza większościowego.

## Przymusowe odkupienie akcji w prawie polskim
Instytucja ta została wprowadzona do kodeksu spółek handlowych celem przeciwwagi dla kontrowersyjnego przymusowego wykupu akcji. Jest unormowana w art. 418¹ ksh.
Akcjonariusze reprezentujący łącznie nie więcej niż 5% kapitału zakładowego mogą żądać przymusowego odkupienia własnych akcji przez akcjonariuszy:
- w liczbie nie większej niż pięciu,
- reprezentujących łącznie nie mniej niż 95% kapitału zakładowego,
- z których każdy posiada nie mniej niż 5% kapitału zakładowego.

Uchwała o odkupie akcji powinna wskazywać, który akcjonariusz i w jakim stopniu zobowiązany jest do nabycia akcji mniejszościowych. W przypadku braku tych postanowień każdy akcjonariusz większościowy zobowiązany jest odkupić akcje mniejszościowe proporcjonalnie do posiadanych akcji.
Cena akcji mniejszościowych równa jest wartości przypadających na spółkę aktywów netto pomniejszonych o kwotę przeznaczoną do podziału między akcjonariuszy. W przypadku braku zgody na daną cenę, wartość akcji ustala biegły rewident wyznaczony przez sąd.
Przymusowy odkupienie akcji nie ma zastosowania w spółkach publicznych, spółkach w likwidacji i spółkach w upadłości, chyba że uchwała o odkupie zapadła na co najmniej 3 miesiące przed ogłoszeniem likwidacji lub upadłości.